# Монаханс
Монаханс (англ. Monahans) — город в США, расположенный в западной части штата Техас, административный центр округа Уорд. По данным переписи за 2010 год число жителей составляло 6953 человека, по оценке Бюро переписи США в 2017 году в городе проживало 7520 человек.

## История

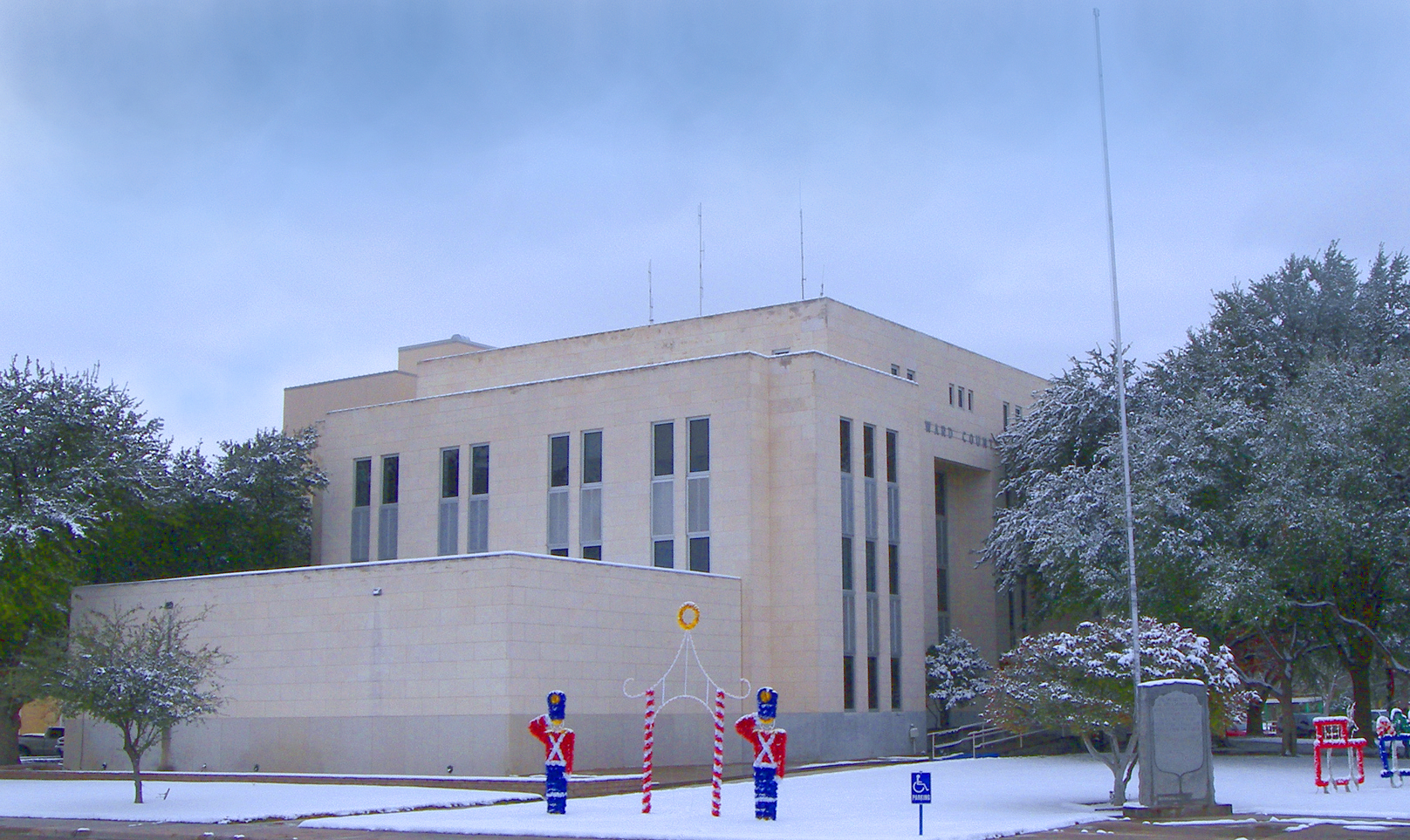
Здание суда округа Уорд в Монахансе

Город был назван в честь Томаса Джона Монахана, вырывшего первый колодец между рекой Пекос и ручьём Биг-Спринг, вокруг которого постепенно образовалось поселение. Изначально город назывался Монаханс-Уэлл. В августе 1881 года в город была проведена железная дорога Texas and Pacific Railway. В 1881 году в Монахансе открылось почтовое отделение, в 1898 году открылась первая общественная школа, в 1900 году был открыт отель Монаханс.
Город рос очень медленно до открытия нефтяного месторождения Hendrick в 1926 году. В 1928 году Монаханс получил устав, началось формирование органов местной власти. Годом позже была построена железная дорога Texas-New Mexico Railway между Монахансом и городом Ловингтон в Нью-Мексико. В 1937 году к Монахансе открылся сажевый завод, а в 1938 был открыт химический завод. В 1938 году Монаханс сменил в роли административного центра город Барстоу.

## География
Монаханс находится на границе округов Уорд и Уинклер, его координаты: 31°40′19″ с. ш. 103°04′59″ з. д..
Согласно данным бюро переписи США, площадь города составляет около 73,5 км2, практически полностью занятых сушей.

### Климат
Согласно классификации климатов Кёппена, в Монахансе преобладает аридный климат жарких пустынь (Bwh).
| Показатель                    | Янв.  | Фев.  | Март  | Апр. | Май  | Июнь | Июль | Авг. | Сен. | Окт. | Нояб. | Дек. | Год   |
| ----------------------------- | ----- | ----- | ----- | ---- | ---- | ---- | ---- | ---- | ---- | ---- | ----- | ---- | ----- |
| Абсолютный максимум, °C       | 30,6  | 32,8  | 37,8  | 41,1 | 45,6 | 47,8 | 46,1 | 43,3 | 42,2 | 40   | 33,3  | 30   | 47,8  |
| Средний суточный максимум, °C | 16,2  | 18,8  | 23,7  | 28,5 | 32,7 | 35,9 | 36,3 | 35,6 | 32,2 | 27,6 | 21,1  | 16,4 | 27,1  |
| Средняя температура, °C       | 7,3   | 9,7   | 14,1  | 18,9 | 23,7 | 27,6 | 28,5 | 27,8 | 24,3 | 18,8 | 12,2  | 7,8  | 18,4  |
| Средний суточный минимум, °C  | −1,8  | 0,7   | 4,5   | 9,3  | 14,6 | 19,3 | 20,7 | 20,1 | 16,4 | 10,1 | 3,4   | −0,7 | 9,7   |
| Абсолютный минимум, °C        | −22,8 | −22,2 | −11,1 | −3,9 | 1,7  | 7,2  | 10   | 10   | 0,6  | −5,6 | −12,2 | −15  | −22,8 |
| Норма осадков, мм             | 11    | 17    | 11    | 16   | 40   | 35   | 35   | 41   | 54   | 36   | 14    | 17   | 327   |
| Источник: weatherbase.com     |       |       |       |      |      |      |      |      |      |      |       |      |       |

## Население
Согласно переписи населения 2010 года в городе проживало 6953 человека, было 2562 домохозяйства и 1833 семьи. Расовый состав города: 75,1 % — белые, 6,5 % — афроамериканцы, 0,9 % — 
коренные жители США, 0,4 % — азиаты, 0 % — жители Гавайев или Океании, 14 % — другие расы, 3,1 % — две и более расы. Число испаноязычных жителей любых рас составило 51 %.
Из 2562 домохозяйств, в 38,3 % живут дети младше 18 лет. 51,1 % домохозяйств представляли собой совместно проживающие супружеские пары (21,1 % с детьми младше 18 лет), в 14,9 % домохозяйств женщины проживали без мужей, в 5,5 % 
домохозяйств мужчины проживали без жён, 28,5 % домохозяйств не являлись семьями. В 25,2 % домохозяйств проживал только один человек, 11,3 % составляли одинокие пожилые люди (старше 65 лет). Средний размер домохозяйства составлял 2,67 человека. Средний размер семьи — 3,18 человека.
Население города по возрастному диапазону распределилось следующим образом: 30,5 % — жители младше 20 лет, 24,6 % находятся в возрасте от 20 до 39, 30,8 % — от 40 до 64, 14,1 % — 65 лет и старше. Средний возраст составляет 35,3 года.
Согласно данным опросов пяти лет с 2012 по 2016 годы, медианный доход домохозяйства в Монахансе составляет 55 313 долларов США в год, медианный доход семьи — 73 783 доллара. Доход на душу населения в городе составляет 25 150 долларов. Около 13,4 % семей и 18,3 % населения находятся за чертой бедности. В том числе 15,2 % в возрасте до 18 лет и 9,1 % старше 65 лет.

## Местное управление
Управление городом осуществляется мэром и городским советом, состоящим из пяти человек. Городской совет выбирает из своих членов заместителя мэра.
Другими важными должностями, на которые происходит наём сотрудников, являются:
- Сити-менеджер
  - Помощник сити-менеджера
- Городской секретарь
- Финансовый офицер
- Начальник отдела общественных работ
- Начальник отдела коммунальных услуг
- Шеф полиции

## Инфраструктура и транспорт
Основными автомагистралями, проходящими через Монаханс, являются:
- межштатная автомагистраль I-20 идёт с северо-востока от Одессы на юго-запад к Пекосу.
- автомагистраль 18 Техаса идёт с севера от Кермита на юг к Форт-Стоктону.
- автомагистраль 115 США идёт с севера от Кермита на юг к пересечению с I-20 неподалёку от Монаханса.

В городе располагается мемориальный аэропорт Роя Херда. Аэропорт располагает двумя взлётно-посадочными полосами длиной 1301 и 891 метр. Ближайшим аэропортом, выполняющим коммерческие рейсы, является международный воздушно-космический порт Мидленда. Аэропорт находится примерно в 75 километрах к северо-востоку от Монаханса.

## Образование
Город обслуживается независимым школьным округом Монаханс—Уикетт—Пийот.

## Экономика
Согласно финансовому отчёту города за 2015—2016 финансовый год, Монаханс владел активами на $26,01 млн, долговые обязательства города составляли $8,73 млн. Доходы города составили $8,48 млн, расходы города — $9,17 млн .

## Отдых и развлечения
Рядом с городом находится исторический парк штата Монаханс-Сандхилс.